# نهاد أبو القمصان
نهاد لطفى أبو القمصان (28 سبتمبر 1971 - ) ناشطة مصرية في مجال حقوق المرأة، وزوجة السياسي المصري حافظ أبو سعدة، تعمل كرئيسة للمركز المصري لحقوق المرأة وكاتبة في جريدة الوطن.
حصلت على ليسانس الحقوق من جامعة القاهرة عام 1992، ثم التحقت بالعمل كمتطوعة بالمنظمة المصرية لحقوق الانسان أثناء فترة تمرينها على المحاماة عام 1993 وشاركت في تأسيس مشروع المساعدة القانونية للنساء وذلك عام 1994، ثم التحقت محترفة بالمنظمة المصرية في برنامج المرأة عام 1995، ثم شاركت في تأسيس ملتقى الهيئات لتنمية المرأة عام 1995 وكانت عضو بمجلس أدارة الملتقى.
عام 1996 أصبحت مدير برنامج المساعدة القانونية، كما شاركت في تأسيس المركز المصري لحقوق المرأة التي ترأسه الآن وتولت منصب المدير التنفيذى لدى المركز. وهي عضو في فريق المراقبين الدوليين للانتخابات البرلمانية باليمن 1997 وفازت في مسابقة التنمية التي أعدها البنك الدولي.